# The Graveyard
The Graveyard (Гробље) је седми студијски албум данског хеви метал бенда Кинг Дајмонд издат 1996. године у Европи (Massacre Records). Такође је издат у облику ЦД-а у САД-у (Metal Blade). Албум су продуцирали Кинг Дајмонд и Енди Ла Рок, који га је касније прерадио и издао 2009. године. Ово је концептуалан албум што је честа издавачка пракса овог бенда.

## Прича
У овој причи, Кингов лик је запослен код изопаченог, неморалног и бесмртног градоначелника Мекензија. Једне ноћи Кинг је дошао код свог шефа и открио да он злоставља своју ћерку Луси. Он не ћути о томе, али градоначелник сведочи да је Кинг ментално оболео и закључава га у Black Hill санаторијум. Након година проведених тамо, Кингу се указује шанса за бекство и он је користи. Ментално уништен он се скрива на гробљу да га полиција не пронађе. Планирајући освету над Мекензијем, и убијајући људе који ноћу пролазе кроз гробље, Кинг је опседнут причом да ако умреш на гробљу губећи главу твоја душа не нестаје већ заувек живи у њој. Ношен том мишљу он киднапује Луси и позива градоначелника да дође на гробље како би одиграли једну игру. Затим, градоначелник стиже јер му је Кинг послао писмо претварајући се да је Луси. Пре тога он је закопао Луси у једном од седам празних гробова, и поставио надгробну плочу: "Луси заувек". 
Кинг се среће са градоначелником, онесвешћује га и ставља му повез на очи. Када је повратио свест, Кинг му даје лопату и наређује му да ископа своју ћерку. Постоји седам рупа а он има само три покушаја да погоди где је Луси или ће их убити обоје. Градоначелник је погодио из трећег покушаја али Кинг га поново онесвешћује и веже за надгробну плочу.
Док је Мекензи полако враћао свест Кинг је ископао Луси, извадио је из сандука и почео да мучи градоначелника. На кингово изненађење, Луси скончава падајући на кабал који шаље парче разбијеног стакла већ разбијеног прозора капеле у Кинговом правцу, одсецајући му главу. Легенда којом је био оптерећен испоставила се тачном, па његова жива глава иде са Луси док она одлази са својим татом. На његову срећу Луси узима његову главу и ставља је у својој торби обећавајући да тати неће ни реч казати о томе. Тако ће је Кинг заувек штитити.

## Листа песама
1. - 	King Diamond	1:22
2. - 	King Diamond, Andy LaRocque	4:28
3. - 	King Diamond	4:26
4. - 	King Diamond, Andy LaRocque	6:20
5. - 	King Diamond, Andy LaRocque	0:31
6. - 	King Diamond	4:03
7. - 	King Diamond	6:56
8. - 	King Diamond, Andy LaRocque	4:46
9. - 	King Diamond	5:38
10. - 	King Diamond	3:22
11. - 	King Diamond	5:09
12. - 	King Diamond	3:18
13. - 	King Diamond	5:50
14. - 	King Diamond, Andy LaRocque	4:56

## Постава бенда
- Кинг Дајмонд
- Енди Ла Рок
- Херб Симонсен
- Крис Естес
- Дерин Ентони